# Wodorofosforan sodu
Wodorofosforan sodu, Na
2HPO
4 – nieorganiczny związek chemiczny, sól sodowa kwasu fosforowego. Ma postać bezbarwnych, silnie higroskopijnych kryształów.
Jest rozpuszczalny w wodzie, daje alkaliczny odczyn roztworu (pH ok. 9 dla roztworu 5%).
Oprócz formy bezwodnej, wodorofosforan sodu może występować w formie 3 różnych hydratów:
- dwuwodny (Na
2HPO
4·2H
2O)
- siedmiowodny (Na
2HPO
4·7H
2O)
- dwunastowodny (Na
2HPO
4·12H
2O)

## Otrzymywanie
Związek ten otrzymywany jest:
- w reakcji zasady sodowej z kwasem fosforowym:

2NaOH + H
3PO
4 → Na
2HPO
4 + 2H
2O
- w reakcji kwasu fosforowego z węglanem sodu:

H
3PO
4 + Na
2CO
3 → Na
2HPO
4 + H
2O + CO
2

## Zastosowanie
Wodorofosforan sodu używany jest jako regulator kwasowości w przemyśle spożywczym (E339) oraz pełni rolę substancji przeciwzbrylającej. Jest składnikiem niektórych środków przeczyszczających. Wykorzystywany jest jako dodatek w pestycydach i materiałach budowlanych.
Jest składnikiem fosforanowych roztworów buforowych.